# Luc Frieden

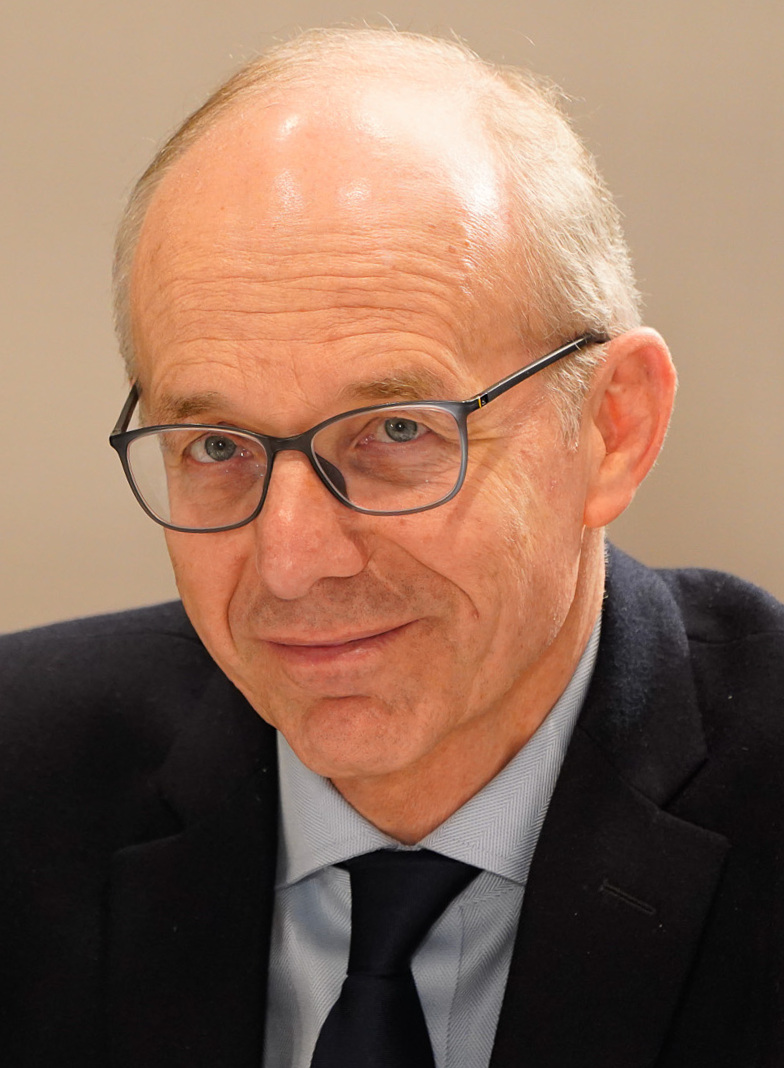
Luc Frieden (2024)

Luc Frieden (* 16. September 1963 in Esch an der Alzette) ist ein luxemburgischer Politiker (CSV) und ehemaliger Kammerfunktionär. Er ist seit dem 17. November 2023 Premierminister des Großherzogtums Luxemburg.
Frieden war von 1994 bis 1998 und erneut 2013 bis 2014 Mitglied der Abgeordnetenkammer. Zwischen 1998 und 2013 war er Mitglied mehrerer Regierungen Luxemburgs, a. a. als Justiz-, Finanz- und Verteidigungsminister. Nach seinem vorläufigen Rückzug aus der Politik arbeitete er im Bankensektor und als Anwalt. 2019 übernahm er die Präsidentschaft der luxemburgischen Handelskammer. 2022 wurde er zudem zum Präsidenten von Eurochambres, dem europäischen Dachverband der Industrie- und Handelskammern, gewählt.
2023 kehrte Luc Frieden in die luxemburgische Politik zurück und wurde von der Christlich Sozialen Volkspartei zum Spitzenkandidaten für die Parlamentswahl im Oktober gewählt, die seine Partei auch gewann. Seit November 2023 führt er eine Koalitionsregierung aus CSV und der liberalen DP. Seit März 2024 ist er zusätzlich Parteivorsitzender der CSV.

## Leben
Nach seinem Abitur am hauptstädtischen Athenäum im Jahr 1982 studierte Frieden Handelsrecht am Cours Universitaire de Luxembourg und der Sorbonne. 1987 erhielt er den Master of Comparative Law and Legal Philosophy an der Universität Cambridge und 1988 den Master of Laws an der Harvard Law School. Zugleich belegte Frieden Kurse an der John F. Kennedy School of Government.
Im Jahr 1994 wurde Frieden als Kandidat der Chrëschtlech-Sozial Vollekspartei (CSV) zum ersten Mal ins luxemburgische Parlament gewählt. 1998 wurde er Minister für Justiz, Budget und Beziehungen zum Parlament und war für die Einführung des Euro in Luxemburg verantwortlich. 1999 wurde er in einer Koalition der CSV mit der Demokratesch Partei (DP) in seinen Ämtern bestätigt und hielt diese bis 2009. Zwischen 2004 und 2006 war er auch Verteidigungsminister Luxemburgs. Von 2009 bis Ende 2013 war er Minister für Finanzen in einer Koalition aus CSV und Lëtzebuerger Sozialistesch Aarbechterpartei (LSAP).
Im Juli 2014 trat er von seinem Abgeordnetenmandat zurück und wurde in der Privatwirtschaft tätig. Von September 2014 bis Anfang 2016 war er Vice Chairman für die Deutsche Bank AG in London. In dieser Funktion beriet er den Vorstand und das Senior Management des Unternehmens bei strategischen Aspekten internationaler und europäischer Angelegenheiten. Zugleich war er Präsident der Deutsche Bank Luxembourg.
Nach seiner Zeit bei der Deutsche Bank wurde Luc Frieden Präsident des Verwaltungsrats der Banque internationale à Luxembourg, und seit 2016 ist er Anwalt und Partner in der luxemburgischen Anwaltskanzlei Elvinger Hoss. Des Weiteren ist er Präsident des Verwaltungsrats der Mediengruppe Saint-Paul Luxembourg und Mitglied des Verwaltungsrats der Börse Luxemburg. Im Jahr 2016 war Frieden Gastprofessor an der Universität St. Gallen und lehrte dort europäisches Wirtschaftsrecht.
Von 2019 bis 2023 war Frieden Präsident der Handelskammer Luxemburg und ab 2022 zudem Präsident von Eurochambres, dem europäischen Dachverband der Industrie- und Handelskammern.
Im Jahr 2023 kündigte Luc Frieden seine Rückkehr in die luxemburgische Politik an. Die Christlich Soziale Volkspartei wählte ihn zu ihrem Spitzenkandidaten für die Parlamentswahlen im Oktober. Infolgedessen trat Frieden von all seinen beruflichen Aktivitäten zurück. Nach der Kammerwahl 2023 ernannte ihn Großherzog Henri am 9. Oktober  zum Formateur und erteilte ihm somit den Auftrag zur Regierungsbildung. Einen Tag später kündigte Frieden Koalitionsgespräche mit der liberalen Demokratesch Partei (DP) an. Am 16. November 2023 unterzeichneten beide Parteien ein Koalitionsabkommen, tags darauf wurden Frieden und sein Kabinett vom Großherzog vereidigt.